# Maria Erótica
Maria Erótica é uma personagem de quadrinhos eróticos criada durante a Ditadura militar brasileira por Cláudio Seto para a editora Edrel, em 1969. 
A Censura tentou prender Seto por suas histórias, mas como ele não estava presente na editora, algumas edições da revista acabaram sendo apreendidas em seu lugar. Seto fugiu para São Paulo e voltou para Curitiba, onde voltou a publicar as histórias pela editora Grafipar em 1979.

## História
A Ditadura Militar tinha um forte cunho conservador, e censurava a pornografia com base no Decreto Leila Diniz. Na época, a atriz havia escandalizado os militares por pregar o amor livre e dizer que tinha passado pelo teste do sofá. As revistas pornográficas na época tentavam burlar a Censura ao tirar fotos de mulheres nuas com seios cobertos com seus cabelos, abusar da cor vermelha estourada, etc, e a indústria pornográfica se tornou restrita a bordéis e pornochanchadas. A indústria dos quadrinhos também estava em crescimento, e Cláudio Seto havia se notabilizado por, em 1967, ter criado o personagem Flavo, se tornando um dos primeiros artistas a introduzir o mangá no Brasil. Ele também escrevia revistas como O Samurai e Ninja, o Samurai Mágico, o primeiro com conteúdo adulto, inspirado no movimento gekigá, sobretudo nas histórias de Sanpei Shirato (já mostradas em Ninja) em uma época onde a maioria das histórias publicadas no país eram da Marvel ou Disney, apesar de histórias de terror já serem populares. O Samurai, em particular, já trazia doses de erotismo, mostrando seios e pelos pubianos na história. Na época, a editora Grafipar havia publicado sua primeira revista erótica, Peteca. Os quadrinhos eróticos anteriores eram os chamados catecismos produzidos por Carlos Zéfiro, Eduardo Barbosa e outros, contudo, eram publicados de forma clandestina.
Cláudio foi para Curitiba, uma das cidades brasileiras com o maior número de japoneses, para passar sua lua-de-mel, e decidiu se mudar para lá. A editora Edrel, onde Cláudio trabalhava, estava a beira da falência, então ele criou a personagem em 1969, para a revista As mais Quentes Piadas, como coadjuvante das histórias Zero-Zero Pinga, que satirizava James Bond. Na história original, Beto Sonhador viajou para os Estados Unidos, onde conheceu a loira Mary Erotic, mas ele acorda e descobre que beijou seu colega de quarto. Nas histórias posteriores, ela virou morena teve o nome abrasileirado para Maria Erótica, uma repórter do jornal Taimes is Monis na megalópole Guaiçara, cidade onde Cláudio nasceu. Depois, passou a ter histórias publicadas nas revistas Garotas & Piadas. Ela se tornou um sucesso no Paraná. O quadrinho, porém, escandalizou senhoras católicas de Lins, que o denunciaram para a polícia. No dia da apreensão, Cláudio estava em Guaiçara, mas os policiais levaram algumas edições da Maria Erótica para a delegacia junto com Paulo Fukue, editor da Edrel, para prestar depoimento. Os quadrinhos foram postos em uma cela. Anos mais tarde, o editor de Seto e ex-sócio da Edrel, Minami Keizi, foi editor da revista "Cinema em Close-Up" entre 1974 e 1979, revista responsável pela divulgação do cinema Boca do Lixo.
Seto, então, fugiu para sua cidade natal, onde ficou escondido por um tempo. Ele voltou para Curitiba nos anos 70, onde voltou a publicar as histórias da personagem, agora para a editora Grafipar. Na época, Ernesto Geisel já havia iniciado o processo de abertura da Ditadura Militar, e as revistas pornográficas passaram por uma era de ouro. Em 1979, a personagem voltou a ser loira e estreou na Revista Especial de Quadrinhos #4, que possuía 90 páginas, e teve histórias publicadas nas revistas Homo Sapiens e As Fêmeas. Depois, ganhou revista homônima, sendo reformulada por Nelson Padrella e perdendo seu traço nipônico. Também na revista, foram publicadas histórias escritas por Minami Keizi (assinando como Rose West) e desenhos de Julio Shimamoto, que embora também tenha ascendência japonesa, não traz influências do mangá no seu estilo. Seto criou a heroína de faroeste Katy Apache, a ideia inicial era publicar o faroeste italiano Swea Otanka, sobre uma índia loira descendente de vikings. Katy se parecia com a personagem de Raquel Welch no filme de faroeste Hannie Caulder de 1971, onde vestia apenas um poncho. Na edição número 14, Maria Erótica viaja no tempo e conhece Katy Apache. Sua última edição provavelmente foi publicada em 1982, quando a Grafipar encerrou suas operações.
A revista durou 18 edições. Também foi publicado o especial O Diário Íntimo de Maria Erótica, que durou duas edições. Outros quadrinhistas que trabalharam nas histórias, estão Mozart Couto, Carlos Magno, Fernando Bonini, Watson Portela.

## Conteúdo
A revista possuía conteúdo satírico e sadomasoquista, com ênfase na sexualidade e na contracultura. Entre os temas abordados estava a revolução sexual, com críticas ao casamento e trazendo elementos de repressão sexual tipicamente brasileiros. Maria segue o conceito sociológico de carnavalização. Ela teve criação religiosa e tentava preservar sua castidade, mas extravasava sua sexualidade de maneira excessiva e abrupta, que aparecia em forma de recalque. Ela representava a moral brasileira da época, que vivia uma forte repressão à sexualidade. Assim como as outras histórias de Seto, a revista erótica tinha traços de mangá, e algumas edições tinham o dobro de uma história convencional, com 132 páginas. As edições usuais, porém, possuíam 32 páginas.
As histórias originais da Edrel eram ilustradas no estilo gekiga, explorando, porém, o suspense ao invés da comédia, como é natural do estilo. Seto pode ser comparado ao mangaká Go Nagai, visto que a sua obra Harenchi Gakuen também foi muito criticada pelo excesso de erotismo na década de 1960.
Entre os personagens que se destacam, estão os parceiros de Beto Sonhador, Zero Zero Pinga e o cientista Genildo Intelectantam, além de Zeux, um punk violento alucinado por sexo, e sua esposa, e personagens famosos como Namor (que aparecia como o Príncipe de Namonia), Drácula, Pinóquio, o coelho de Alice no País das Maravilhas, Pequeno Príncipe, Tarzan, Zorro, Tonto, Robin Hood e o Corcunda de Notre Dame.